# Arizonaterritoriet
Arizonaterritoriet (engelska: Arizona Territory) var ett amerikanskt territorium, som existerade från 24 februari 1863 och fram till 14 februari 1912, varefter Arizona blev amerikansk delstat. Territoriet skapades efter flera debater om att splittra New Mexico-territoriet. Under nordamerikanska inbördeskriget hade USA och Amerikas konfedererade stater olika motiv för att dela New Mexico-territoriet. Båda gjorde anspråk på ett område vid namn Arizona, som dessförinnan tillhörde New Mexico-territoriet. Konfederationen delade detta i en nordlig och en sydlig del, medan man i Washington beslöt om en delning i en östlig och en västlig del. Efter krigets slut kom den senare indelningen att bibehållas.

### Fotnoter
1. ↑  ”Arizona” (på engelska). World Statesmen. http://www.worldstatesmen.org/US_states_A-D.html#Arizona. Läst 20 juli 2015.